# Piotr Nguyễn Văn Lựu
Piotr Nguyễn Văn Lựu (wiet. Phêrô Nguyễn Văn Lựu) (ur. ok. 1812 r. w Gò Vấp w Wietnamie – zm. 7 kwietnia 1861 r. w Mỹ Tho w Wietnamie) – ksiądz, męczennik, święty Kościoła katolickiego.

## Życiorys
Piotr Nguyễn Văn Lựu uczył się w seminarium duchownym Penang w Malezji. Po otrzymaniu święceń kapłańskich pracował w różnych parafiach. Podczas prześladowań chrześcijan we Wietnamie został aresztowany w grudniu 1860 r. Ścięto go 7 kwietnia 1861 r.
Dzień wspomnienia: 24 listopada w grupie 117 męczenników wietnamskich.
Beatyfikowany 2 maja 1909 r. przez Piusa X. Kanonizowany przez Jana Pawła II 19 czerwca 1988 r. w grupie 117 męczenników wietnamskich